# آمنه خولانی
آمنه خولانی (انگلیسی: Amina Khoulani) فعال حقوق بشر اهل سوریه است. او یکی از بازماندگان زندان‌های بشار اسد است که در سال ۲۰۱۴ به منچستر در بریتانیا تبعید شد. خولانی از آن زمان برای احقاق حق زندانیان سوری فعالیت داشته و به خانواده‌های آنان کمک کرده است. او در مارس ۲۰۲۰ برندهٔ جوایزی همچون جایزه بین‌المللی زنان شجاع شده‌است.